# Саут Толидо Бенд (Тексас)
Саут Толидо Бенд (енгл. South Toledo Bend) насељено је место без административног статуса у америчкој савезној држави Тексас.

## Демографија
По попису из 2010. године број становника је 524, што је 52 (-9,0%) становника мање него 2000. године.
| Група             | 2000.       | 2010.       |
| Белци             | 553 (96,0%) | 503 (96,0%) |
| Афроамериканци    | 13 (2,3%)   | 3 (0,6%)    |
| Азијати           | 1 (0,2%)    | 3 (0,6%)    |
| Хиспаноамериканци | 4 (0,7%)    | 11 (2,1%)   |
| Укупно            | 576         | 524         |